# Goroubi
Der Goroubi ist ein saisonaler rechter Nebenfluss des Niger in Burkina Faso und Niger.

## Verlauf
Der Fluss entspringt im Nordosten Burkina Fasos. Er fließt in östliche Richtung. Bedeutende Uferorte in Niger sind Boni, Koutougou, Fayra Mamoudou, Magou, Djoga, Torodi, Adaré Rimaïbé und Piliki im Departement Torodi sowie Ouro Guélédjo und Djongoré im Departement Say. Die geologische Beschaffenheit seines Einzugsgebietes ist durch Granite und Schiefer-Aufschlüsse geprägt. Sein Gefälle beträgt 30 cm/km im Oberlauf, 17 cm/km im Mittellauf und 25 cm/km im Unterlauf ab Torodi. Der Goroubi mündet gegenüber dem Dorf Sounga Me in Niger von rechts in den Fluss Niger. Seine Mündung hat, ähnlich wie jene der Niger-Nebenflüsse Dargol, Diamangou und Sirba, keinen nennenswerten Einfluss auf den Verlauf des Nigers.

## Umwelt
Die Feuchtgebiete des Goroubi rund um den Gemeindehauptort Makalondi gehören zu einer Important Bird Area namens Makalondi district. Von besonderer Bedeutung ist diese als Lebensraum der Vogelarten Sudanbeutelmeise (Anthoscopus punctifrons), Rußheckensänger (Cercotrichas podobe), Rotbauch-Glanzstar (Lamprotornis pulcher) und Saviletrappe (Eupodotis savilei).

## Hydrometrie
Durchschnittliche monatliche Durchströmung des Goroubi an der hydrologischen Station Djongoré, 15 km vor der Mündung, gemessen in m³/s.